# No promises (álbum)
No promises es un álbum editado por Carla Bruni el 15 de enero de 2007 e interpretado en inglés. Contiene canciones basadas en poemas de autores como William Butler Yeats, Wystan Hugh Auden, Dorothy Parker, Walter de la Mare, Emily Dickinson y Christina Rossetti. El título del álbum está tomado precisamente del poema Promises like pie-crust de Christina Rossetti.

## Títulos del álbum
| #   | Título                                            | Letra              | Música |
| --- | ------------------------------------------------- | ------------------ | ------ |
| 1.  | Those dancing days are gone                       | W. B. Yeats        | Bruni  |
| 2.  | Before the world was made                         | W. B. Yeats        | Bruni  |
| 3.  | Lady weeping at the crossroads                    | W. H. Auden        | Bruni  |
| 4.  | I felt my life with both my hands                 | Emily Dickinson    | Bruni  |
| 5.  | Promises like pie-crust                           | Christina Rossetti | Bruni  |
| 6.  | Autumn                                            | Walter de la Mare  | Bruni  |
| 7.  | If you were coming in the fall                    | Emily Dickinson    | Bruni  |
| 8.  | I went to heaven                                  | Emily Dickinson    | Bruni  |
| 9.  | Afternoon                                         | Dorothy Parker     | Bruni  |
| 10. | Ballade at thirty-five                            | Dorothy Parker     | Bruni  |
| 11. | At last the secret is out                         | W. H. Auden        | Bruni  |
| 12. | Those dancing days are gone (versión alternativa) | W. B. Yeats        | Bruni  |

- Datos: Q2523875